# بحيرة التراوت (نيويورك)
بحيرة التراوت، هي بحيرة تقع جنوب مكان أفيريس، نيويورك. أنواع الأسماك الموجودة في البحيرة هي البيكيلر، السمك الأبيض، السمك الروسي الأصفر، والبلهد البني. يمكن الوصول عن طريق الممر من طريق المقاطعة 10. لا يسمح بوجود محركات على البحيرة.